# Эстервурт
Эстервурт (нем. Oesterwurth) — община в Германии, в земле Шлезвиг-Гольштейн.
Входит в состав района Дитмаршен. Подчиняется управлению КЛьГ Вессельбурен.  Население составляет 252 человека (на 31 декабря 2010 года). Занимает площадь 14,19 км².
Коммуна подразделяется на 5 сельских округов.